# Загорье (Бежаницкий район)
Загорье — деревня в Бежаницком районе Псковской области. Входит в состав сельского поселения муниципальное образование «Чихачёвская волость».
Расположена в 45 км (или в 58 км по дорогам) к северу от райцентра, посёлка Бежаницы, и в 5 км к востоку от волостного центра, села Чихачёво.

## Население
Численность населения по оценке на 2000 год составляла 10 жителей.